# ديفيد ساترفيلد
ديفيد مايكل ساترفيلد (بالإنجليزية: David M. Satterfield) (ولد في 18 ديسمبر 1954)، دبلوماسي وسفير أمريكي، عمل على نطاق واسع في منطقة الشرق الأوسط، بما فيها منطقة الخليج، ولبنان، والعراق. وعمل بعد ذلك مستشارا لوزيرة الخارجية كوندوليزا رايس ويشغل حاليا منصب مدير العام للقوة المتعددة الجنسيات والمراقبين.

## النشاة والدراسة
ولد في بالتيمور، ميريلاند، وتخرج من جامعة ميريلاند حاملا ليسانس في الآداب في عام 1976.

## في السلك الدبلوماسي
دخل السلك الدبلوماسي في عام 1980، وعمل في البعثات الأمريكية في الخارج في كل من جدة وتونس وبيروت ودمشق. 

ثم أصبح مدير الأمانة التنفيذية لموظفي وزارة الخارجية 1990-1993.

ثم عمل في مجلس الأمن القومي 1993-1996 مديرا لمنطقة الشرق الأدنى وشؤون جنوب آسيا. 

بعدها شغل منصب مدير مكتب الشؤون العربية الإسرائيلية 1996-1998 في وزارة الخارجية.

تولى بعدها منصب سفير أمريكا في لبنان في الفترة من سبتمبر 1998 إلى يونيو 2001.

في 19 مايو 2006، أعلنت وزارة الخارجية الأمريكية تعيين ساترفيلد كمنسق للعراق وكبير مستشاري وزيرة الخارجية كوندوليزا رايس. 

في مايو 2009، تقاعد ساترفيلد بعد 30 سنة في الخدمة الخارجية.
و بناء على ترشيح من الحكومة الأمريكية عين بعد ذلك مديرا للقوة متعددة الجنسيات والمراقبين (MFO)، وهي منظمة دولية مستقلة، مهمتها تنفيذ البنود الأمنية لمعاهدة السلام بين جمهورية مصر العربية ودولة إسرائيل، ويقع مقرها الرئيسي في روما مع مسؤوليات حفظ السلام في سيناء، وقد تولى مهام منصبه في 1 يوليو 2009.